# Sandemarka
Sandemarka (en same du Nord : Sáttiidvuopmi) est une localité du comté de Troms, en Norvège.

## Géographie
Administrativement, Sandemarka fait partie de la kommune de Skånland.